# Андреа Мочениго (адмирал)
Вижте пояснителната страница за други значения на Андреа Мочениго.
Андреа Мочениго (на венециански: Andrea Mocenigo, на италиански: Andrea Mocenigo) е виден венециански адмирал от XIV – XV век, принадлежащ към семейство Мочениго.

## Биография
Мочениго е потомък на важно венециаанско семейство. Служи като капитан на Залива в 1426 година, адмирал в 1429 и 1430 година срещу турците при Галиполи по време на обсадата на Солун и за втори път през 1431 година срещу генуезците. Мочениго е капитан на Падуа, два пъти капитан на Верона, посланик при владетеля на Милано Филипо Мария Висконти, при Франческо Бусоне да Карманьола, при папа Евгений IV, при императора на Свещената Римска империя Сигизмунд и при Франческо Сфорца.